# Sad but True
"Sad but True" je skladba americké heavymetalové skupiny Metallica. Byla vydána v únoru 1993 jako pátý a poslední singl z jejich pátého studiového alba Metallica.

## Seznam skladeb
USA Singl
1. "Sad but True"
2. "So What"

International Single Part 1
1. "Sad but True" – 5:27
2. "So What" – 3:09
3. "Harvester of Sorrow" (Live) – 6:41

International Single Part 2
1. "Sad but True" – 5:27
2. "Nothing Else Matters" (Elevator Version) – 6:31
3. "Creeping Death" (Live) – 8:01
4. "Sad but True" (Demo) – 4:53

UK Picture Single
1. "Sad but True" – 5:26
2. "Nothing Else Matters" (Live) – 6:13
3. "Sad but True" (Live) – 6:12

UK & amp; Germany Vinyl 7 "Single
1. "Sad but True" – 5:24
2. "Nothing Else Matters" – 6:29

French Single
1. "Sad but True" – 5:27
2. "Nothing Else Matters" (Edit) – 6:29

International 7 "Inch Vinyl Single
1. "Sad but True"
2. "Nothing Else Matters" (Live)
3. "Sad but True" (Live)

## Sestava
- James Hetfield – hlavní zpěv, rytmická kytara
- Kirk Hammett – sólová kytara
- Jason Newsted – basová kytara, doprovodný zpěv
- Lars Ulrich – bicí

## Pozice v žebříčcích
| Žebříček (1993)                       | Vrcholové pozice |
| ------------------------------------- | ---------------- |
| Finsko (Suomen Virallinen lista)      | 1                |
| Irsko (IRMA)                          | 13               |
| Spojené království (UK Singles Chart) | 20               |
| USA (Billboard Hot 100)               | 98               |
| USA (Mainstream Rock Tracks)          | 15               |